# Championnats d'Europe d'athlétisme 2020
Navigation
Les 25es Championnats d'Europe d'athlétisme devaient se dérouler du 25 au 30 août 2020 à Paris, en France, annulés le 23 avril 2020 en raison de la pandémie de SARS-CoV-2 (COVID-19). Paris avait remporté cette organisation en étant seule en lice après le retrait de Tbilissi (Géorgie). Ils devaient se dérouler au Stade Charléty.

## Désignation de la ville organisatrice

Logo de la candidature de Paris.

Lors du séminaire de préparation de la candidature, le 3 juillet 2015, les fédérations suivantes se sont déclarées intéressées par cette organisation : Royaume-Uni et Pologne (qui ont également l'intention d'organiser les Championnats d'Europe en salle de 2019), mais aussi la France et la Géorgie. Le séminaire est présidé par Svein Arne Hansen et la commission d'évaluation des candidatures nouvellement composée de  Luciano Barra, John Lister, Karel Pilny et Pierre Weiss.
En novembre 2016, les villes de Tbilissi (Géorgie) et de Paris sont officiellement candidates. Pour la capitale française, le président de la Fédération française d'athlétisme Bernard Amsalem annonce que l'événement se déroulerait au Stade de France si la ville est désignée comme organisatrice.
Le 28 avril 2017, au terme d'une réunion organisée à Paris, la capitale française est désignée officiellement comme l'hôte des Championnats, mais au stade Charléty au lieu du stade de France initialement prévu, alors que Tbilissi s'est retiré quelques mois plus tôt. Pour la première fois lors de l'année olympique, la compétition se déroule après les Jeux olympiques de Tokyo (24 juillet - 9 août) et non avant, comme c'était le cas pour Londres 2012 et Rio de Janeiro 2016.
Bien que la FFA soit une des fédérations nationales européennes les plus anciennes, il n'y a eu qu'une seule édition organisée en France. En 1938, au Stade olympique de Colombes, les championnats d'Europe masculins ont eu lieu, réunissant 272 athlètes de 23 nations. La même année une édition féminine a été organisée à Vienne. Au stade Charléty, sont annoncés 1 500 athlètes, masculins et féminins, des 51 fédérations de l'EAA. Le stade est un haut lieu de l'histoire de l'athlétisme ayant notamment accueilli les finales du Grand Prix IAAF lors de l'inauguration de 1994 et en 2002. En 2017, le Meeting de Paris de la Ligue de diamant, se déroule au stade Charléty, le samedi 1er juillet 2017. Il a également accueilli la Coupe d'Europe des nations 1999.
À la fin des Championnats d’Europe 2018, une délégation française présente le logo et les objectifs de l'édition parisienne.

## Organisation

### Calendrier
2020 étant une année olympique, les Championnats d'Europe 2020 ne comportent ni d'épreuve de marathon, ni d'épreuve de marche. Ils ne durent que cinq jours, contre sept habituellement. En revanche, le marathon est remplacé par le semi-marathon.

## Compétition

### Critères de qualification
| Épreuve                   | Hommes             | Femmes             |
| ------------------------- | ------------------ | ------------------ |
| 100 m                     | 10 s 28            | 11 s 44            |
| 200 m                     | 20 s 80            | 23 s 35            |
| 400 m                     | 46 s 40            | 52 s 65            |
| 800 m                     | 1 min 47 s 30      | 2 min 2 s 50       |
| 1 500 m                   | 3 min 39 s 50      | 4 min 11 s 00      |
| 5 000 m                   | 13 min 44 s 00     | 15 min 40 s 00     |
| 10 000 m                  | 28 min 50 s 00     | 33 min 20 s 00     |
| Semi-marathon             | pas de minimas     | pas de minimas     |
| 110 m haies / 100 m haies | 13 s 90            | 13 s 30            |
| 400 m haies               | 50 s 70            | 57 s 95            |
| 3 000 m steeple           | 8 min 45 s 00      | 9 min 55 s 00      |
| Relais 4 × 100 m          | 16 meilleurs temps | 16 meilleurs temps |
| Relais 4 × 400 m          | 16 meilleurs temps | 16 meilleurs temps |
| Saut en hauteur           | 2,24 m             | 1,90 m             |
| Saut à la perche          | 5,60 m             | 4,45 m             |
| Saut en longueur          | 7,95 m             | 6,60 m             |
| Triple saut               | 16,60 m            | 13,90 m            |
| Lancer du poids           | 20,00 m            | 17,00 m            |
| Lancer du disque          | 63,50 m            | 57,00 m            |
| Lancer du marteau         | 74,45 m            | 69,00 m            |
| Lancer du javelot         | 80,50 m            | 58,00 m            |
| Décathlon / Heptathlon    | 7 850 pts          | 5 850 pts          |

## Annulation
En raison de l'épidémie de COVID-19 sévissant à l'échelle européenne, l'AEA, le Comité d’Organisation Paris Athlé 2020 et la Fédération Française d’Athlétisme se voient contraint d'annoncer l'annulation de l’événement le 23 avril 2020,. Il a été annulé pour la première fois depuis 1942 en raison de la Seconde Guerre mondiale.